# Horea, Alba
Horea là một xã thuộc hạt Alba, România. Dân số thời điểm năm 2002 là 2375 người.